# Mundialito de Clubes de Futebol de Areia de 2017
O Mundialito de Clubes de Futebol de Areia de 2017 foi a quinta edição do torneio no futebol de areia, disputada por clubes que aconteceu entre de 14 e 17 de dezembro. O evento foi realizado pela Beach Soccer Worldwide e teve apoio da Federação Internacional de Futebol, sendo sediado em Vargem Grande Paulista, localizado em São Paulo, Brasil. A última edição foi realizada na Praia da Barra da Tijuca, localizada no Rio de Janeiro, Brasil.
O campeão foi o Klub Lokomotiv Moscou  da Rússia, conquistando o seu segundo título na competição.

## Equipes Qualificadas
| CONMEBOL        | UEFA             | AFC          |
| --------------- | ---------------- | ------------ |
| Botafogo        | Levante          | Pars Jonoubi |
| Corinthians     | Lokomotiv Moscou |              |
| Flamengo        | Sporting         |              |
| Rosario Central |                  |              |

## Local
|  | Vargem Grande PaulistaMundialito de Clubes de Futebol de Areia de 2017 (Brasil) |

## Equipes
As equipes que participam desta 5ª edição são:
| GRUPO A          | GRUPO B         |
| ---------------- | --------------- |
| Corinthians      | Flamengo        |
| Botafogo         | Rosario Central |
| Sporting         | Levante         |
| Lokomotiv Moscou | Pars Jonoubi    |

## Fase de Grupos
|  | Equipe classificada para a final      |
|  | Equipe classificada play-off 3º lugar |
|  | Equipe classificada play-off 5º lugar |
|  | Equipe classificada play-off 7º lugar |

### Grupo A
| Equipe           | Pts | J | V | V+ | D | GM | GS | +/- |
| ---------------- | --- | - | - | -- | - | -- | -- | --- |
| Lokomotiv Moscou | 9   | 3 | 3 | 0  | 0 | 20 | 14 | 6   |
| Corinthians      | 6   | 3 | 2 | 0  | 1 | 10 | 10 | 0   |
| Botafogo         | 3   | 3 | 1 | 0  | 2 | 11 | 16 | -5  |
| Sporting         | 0   | 3 | 0 | 0  | 3 | 6  | 15 | -9  |

| 14 de Dezembro de 2017 | Sporting       | 1 - 6     | Lokomotiv Moscou                                                            | Vargem Grande Paulista, São Paulo |
| 10:00                  | Duarte 30' (p) | Relatório | 11' Stankovic · 12' (p) Shkarin · 14', 15' Nelito · 23' Ozu · 31' Nikonorov |                                   |

| 14 de Dezembro de 2017 | Corinthians                         | 4 - 3     | Botafogo                                 | Vargem Grande Paulista, São Paulo |
| 13:00                  | Moran 7', 23' · Paporotnyi 19', 25' | Relatório | 20' Botelho · 25' Igor · 34' (p) Balinha |                                   |

| 15 de Dezembro de 2017 | Botafogo                    | 2 - 9     | Lokomotiv Moscou                                                                                             | Vargem Grande Paulista, São Paulo |
| 10:00                  | Sobreira 29' · Igor 34' (p) | Relatório | 8', 11', 16' (p) Nelito · 9', 19' Nikonorov · 17' Stankovic · 27' Makarov · 27' Be Martins · 32' (p) Llorenç |                                   |

| 15 de Dezembro de 2017 | Corinthians                                    | 3 - 2     | Sporting                     | Vargem Grande Paulista, São Paulo |
| 13:00                  | Paporotnyi 19' · Shishin 26' · Leo Martins 29' | Relatório | 8' Eudin · 34' (p) M. Santos |                                   |

| 16 de Dezembro de 2017 | Corinthians                      | 3 - 5     | Lokomotiv Moscou                                                           | Vargem Grande Paulista, São Paulo |
| 11:15                  | Paporotnyi 19' · Daniel 21', 35' | Relatório | 14' (p) Ozu · 23' Be Martins · 27' Stankovic · 30' Nikonorov · 33' Llorenç |                                   |

| 16 de Dezembro de 2017 | Botafogo                                                   | 6 - 3     | Sporting                                | Vargem Grande Paulista, São Paulo |
| 12:30                  | Igor 3', 4' (p), 18' · Sobreira 5' · Dani 32' · Calmon 34' | Relatório | 4' Madjer · 14' J. Santos · 24' Batalha |                                   |

### Grupo B
| Equipe          | Pts | J | V | V+ | D | GM | GS | +/- |
| --------------- | --- | - | - | -- | - | -- | -- | --- |
| Pars Jonoubi    | 6   | 3 | 2 | 0  | 1 | 20 | 15 | 5   |
| Flamengo        | 6   | 3 | 2 | 0  | 1 | 16 | 9  | 7   |
| Levante         | 6   | 3 | 2 | 0  | 1 | 13 | 13 | 0   |
| Rosario Central | 0   | 3 | 0 | 0  | 3 | 5  | 17 | -12 |

| 14 de Dezembro de 2017 | Flamengo                                                        | 6 - 0     | Rosario Central | Vargem Grande Paulista, São Paulo |
| 11;30                  | Benjamin Jr. 5', 10' · Thanger 6' · Dmais 9', 9' · Maikinho 10' | Relatório |                 |                                   |

| 14 de Dezembro de 2017 | Levante                                                                                  | 7 - 6     | Pars Jonoubi                                                           | Vargem Grande Paulista, São Paulo |
| 14:30                  | Adrian Frutos 7' (p), 28' · Perez 16', 32' · Aceitón 18' · J. Torres 22' · C. Torres 33' | Relatório | 2' Behzadpour · 14', 22' Boulokbashi · 22', 35' Kiani · 35' Mihandoust |                                   |

| 15 de Dezembro de 2017 | Flamengo                                                              | 6 - 3     | Levante                                  | Vargem Grande Paulista, São Paulo |
| 11:30                  | Matheus 15' · Benjamin Jr. 16', 21', 32' · Thanger 24' · Anderson 27' | Relatório | 10' Biermann · 22' Perez · 34' J. Torres |                                   |

| 15 de Dezembro de 2017 | Rosario Central                                | 4 - 8     | Pars Jonoubi                                                                               | Vargem Grande Paulista, São Paulo |
| 14:30                  | Agustini 26' · Pampero 31', 33' · Ponzetti 36' | Relatório | 2', 14', 23' Boulokbashi · 10' Kiani · 11' Masoumizadeh · 14', 18' Mirshekari · 28' Karami |                                   |

| 16 de Dezembro de 2017 | Flamengo                                                     | 4 - 6     | Pars Jonoubi                                                          | Vargem Grande Paulista, São Paulo |
| 10:00                  | Benjamin Jr. 1' · Dmais 25' · Anderson 32' · Thanger 33' (p) | Relatório | 3', 17' Mesigar · 9' Pimenta · 24', 30' Masoumizadeh · 35' Behzadpour |                                   |

| 16 de Dezembro de 2017 | Rosario Central | 1 - 3     | Levante                                | Vargem Grande Paulista, São Paulo |
| 14:00                  | Agustini 22'    | Relatório | 3' Mayor · 16' Biermann · 31' Miralles |                                   |

## Fase final
| Sétimo lugar   | Sétimo lugar     | Sétimo lugar | Sétimo lugar |
| -------------- | ---------------- | ------------ | ------------ |
| 17 de dezembro | Sporting         | 4            | 4            |
| 17 de dezembro | Rosario Central  | 5            | 5            |
|                |                  |              |              |
| Quinto lugar   |                  |              |              |
| 17 de dezembro | Botafogo         | 4            | (0)p         |
| 17 de dezembro | Levante          | 4            | (1)p         |
|                |                  |              |              |
| Terceiro lugar |                  |              |              |
| 17 de dezembro | Corinthians      | 3            | 3            |
| 17 de dezembro | Flamengo         | 2            | 2            |
|                |                  |              |              |
| Final          |                  |              |              |
| 17 de dezembro | Pars Jonoubi     | 4            | 4            |
| 17 de dezembro | Lokomotiv Moscou | 5            | 5            |

Sétimo lugar
| 17 de Dezembro de 2017 | Rosario Central                                                 | 5 - 4     | Sporting                             | Vargem Grande Paulista, São Paulo |
| 8;30                   | Jaimes 5' (p) · Agustini 14', 34' (p) · Quinta 18' · Donato 29' | Relatório | 12', 24' Duarte · 19', 22' J. Santos |                                   |

Quinto lugar
| 17 de Dezembro de 2017 | Botafogo                                | 4 - 4 (0 - 0) | Levante                                       | Vargem Grande Paulista, São Paulo |
| 9:45                   | Calmon 3' · Igor 22', 24' (p) · Gil 29' | Relatório     | 3', 15' J. Torres · 26' Mayor · 31' (p) Perez |                                   |

|          |       | Penalidades               |  |
| Igor Gil | 1 - 3 | Mayor Adrian Frutos Perez |  |

Terceiro lugar
| 17 de Dezembro de 2017 | Corinthians                       | 3 - 2     | Flamengo                   | Vargem Grande Paulista, São Paulo |
| 11:15                  | Shishin 10' · Paporotnyi 18', 25' | Relatório | 15' Portela · 19' Anderson |                                   |

Final
| 17 de Dezembro de 2017 | Pars Jonoubi                                          | 4 - 5     | Lokomotiv Moscou                                                  | Vargem Grande Paulista, São Paulo |
| 12:30                  | Mirshekari 16' · Kiani 17' · Akbari 18' · Mesigar 28' | Relatório | 1' Makarov · 7' Shkarin · 10' Stankovic · 17' Ozu · 19' Nikonorov |                                   |

## Campeão
| V Mundialito de Clubes de Futebol de Areia |
| ------------------------------------------ |
| Lokomotiv Moscou Campeão (2º título)       |

## Prêmios
| Melhor Jogador (MVP)               | Melhor Jogador (MVP) | Melhor Jogador (MVP) |
| ---------------------------------- | -------------------- | -------------------- |
| Nelito (Lokomotiv Moscou)          |                      |                      |
| Artilheiro                         |                      |                      |
| Igor (Botafogo)                    |                      |                      |
| 7 Gols                             |                      |                      |
| Melhor Goleiro                     |                      |                      |
| Maksim Chuzhkov (Lokomotiv Moscou) |                      |                      |

## Classificação
| Pos. | Time             |
| ---- | ---------------- |
| 1º   | Lokomotiv Moscou |
| 2º   | Pars Jonoubi     |
| 3º   | Corinthians      |
| 4º   | Flamengo         |
| 5º   | Levante          |
| 6º   | Botafogo         |
| 7º   | Rosario Central  |
| 8º   | Sporting         |